# Goggo Network
Goggo Network est une entreprise dont le siège est situé à Madrid, Berlin et Paris, qui se consacre à la création de réseaux de mobilité autonome dans différentes villes d'Europe. Elle a été fondée en 2018 par Martín Varsavsky et Yasmine Fage, qui occupent actuellement les postes de directeur général et de directeur des opérations, respectivement.
L'objectif de Goggo Network est d'exploiter des flottes de véhicules autonomes en Europe et d'aider les gouvernements des pays à créer un système de licences pour l'exploitation de véhicules à conduite autonome. En septembre 2021, la société a lancé les premiers tests du premier food truck à conduite autonome à circuler dans les rues espagnoles, et plus tard dans l'année, elle a présenté un robot de livraison autonome en collaboration avec la société Glovo, qui a commencé à fonctionner à Madrid en février 2022.

## Histoire

### Débuts et premier tour d'investissement
L'enterprise a été créée en juillet 2018 à Madrid par l'entrepreneur Martín Varsavsky, reconnu pour avoir fondé des entreprises telles que Jazztel, Eolia, Overture Life, Barter Energy et VAS Ventures, et par Yasmine Fage, ancienne associée du cabinet de conseil McKinsey & Company. Compte tenu de la modification de la loi sur les mobilités concernant la réglementation des véhicules à conduite autonome en France (2019), la société a décidé de commencer ses activités dans ce pays. En janvier 2020, Goggo Network a réussi à lever 44 millions d'euros auprès des investisseurs Axel Springer et SoftBank lors d'un tour de table de série A. Ces fonds ont été utilisés pour commencer à travailler en Allemagne et renforcer sa présence en Espagne et en France.

### Inscription au NASDAQ et lancement des premiers services de logistique autonome
En mars 2021, il a été annoncé que la SPAC Levere Holdings, formée par Goggo Network et dirigée par Martin Varsavsky et Yasmine Fage, serait cotée en bourse au NASDAQ sous le symbole LVRAU. Dans cette opération, qui a permis de lever 250 millions de dollars, la Deutsche Bank et Citigroup ont joué le rôle de garants principaux,. Un mois plus tard, les médias français ont annoncé la participation de l'entreprise au projet 5G Open Road, une initiative gouvernementale visant à "déployer un réseau 5G sur le Plateau de Saclay pour définir un modèle complet de services de mobilité connectés et autonomes dans différentes configurations".
En juin 2021, l'entreprise a présenté un prototype de food truck autonome lors du salon Viva Technology 2021, qui s'est tenu à Paris. En septembre de la même année, l'entreprise a annoncé au salon de la mobilité, de la maison et des villes durables de Madrid le lancement de "Goggo Cart", le premier food truck autonome à circuler en Espagne, et la Calle Real de la municipalité de Las Rozas de Madrid a été choisie pour lancer le pilote du projet,,.
En février 2022, le journal espagnol La Razón a annoncé que le projet avait parcouru plus de 50 kilomètres, à une vitesse de 5 kilomètres par heure, et qu'au cours de ce mois, il y avait eu plus de 1 000 interactions du véhicule avec des piétons, dans le but d'acheter des produits alimentaires transportés dans la voiture. Selon Yasmine Fage, ces véhicules "peuvent détecter et éviter des obstacles tels que des feux de circulation, des piétons, des cyclistes ou d'autres véhicules", grâce à "l'utilisation de caméras et à une combinaison d'intelligence artificielle avec des algorithmes classiques avancés". Elle a également déclaré que le Goggo Cart peut stocker jusqu'à cent objets et contenir un total de 400 litres de capacité.

### Partenariat avec Glovo et aujourd'hui
En novembre 2021, l'entreprise a participé à l'événement Trafic 2021 qui s'est tenu au consortium IFEMA à Madrid. Plus de quatre-vingts entités ont assisté à l'événement afin de discuter de questions pertinentes sur les problèmes de mobilité. Plus tard cette année-là, Goggo Network s'est associé à l'entreprise espagnole de livraison à domicile Glovo pour lancer un programme pilote de robots de livraison dans le quartier de Salamanca à Madrid,.
Le journal espagnol ABC a rapporté qu'en février 2022, le service de robot de livraison autonome serait lancé dans la capitale espagnole. Ce robot a la capacité de se déplacer sur les trottoirs à la vitesse d'un piéton, de prendre des commandes dans des magasins désignés et de les livrer au domicile du client. Ce robot atteint une vitesse maximale de cinq kilomètres par heure, et dispose de douze heures d'autonomie. Le même journal a annoncé l'implantation du food truck Goggo Cart dans la zone commerciale Cuatro Torres à Madrid.
Dans une interview accordée au journal El Economista en février 2022, Fage a déclaré que si la phase de livraison intelligente est un succès, l'entreprise visera à mettre en œuvre des véhicules à conduite autonome conçus pour le transport de passagers. En mars 2022, la directrice des opérations a participé au forum ANFAC sur la mobilité, où elle a exprimé la nécessité d'un cadre réglementaire clair sur la mobilité autonome en Espagne. Dans une interview accordée au journal en ligne El Español, l'entreprise a déclaré que d'ici 2023, il est probable qu'il y aura "une flotte de robots de livraison autonomes circulant en Espagne".